# Toți pentru Letonia!
Toți pentru Letonia! (în letonă Visu Latvijai!) a fost un partid politic naționalist de dreapta din Letonia condus de Raivis Dzintars și Imants Parādnieks. Format în 2000, Toți pentru Letonia s-a unit cu Partidul Pentru Patrie și Libertate în 2011 pentru a forma Partidul Alianța Națională. 

## Legături externe
- lv Site web oficial